# Еремизино-Борисовская
Ереми́зино-Борисовская — станица в Тихорецком районе Краснодарского края. Административный центр Еремизино-Борисовского сельского поселения.
На территории есть учебное заведение, парк, дом культуры, ферма, пляж, амбулатория, ярмарка (рынок), детский сад, спортивная площадка. Присутствует библиотека. В центре поселения есть памятник солдатам.

## География
Станица расположена по берегам речки Борисовка (правый приток Челбаса), вытянувшись на 8 км с запада на восток, в степной зоне.
В 12 км западнее от станицы находится станица Архангельская, где расположена железнодорожная станция Малороссийская.

## История
Основана в 1926 году. Станица с конца XX века, до этого — хутор Еремизино-Борисовский. Ранее, название было: Яремизенская. Ранее Демьяновка (Демьяновская).
В 1802 году на левом берегу степной реки Борисовка гражданский чиновник - коллежский асессор Гриельский основал помещичью деревню Демьяновку. С годами начал обживаться и правый берег реки, куда стали перебираться казачьи семьи из других регионов Российской империи. Позже семь казачьих хуторов объединились в один крупный – Борисовский. В 1924 году хутор Борисовский и хутор Ярмизин ещё более укрупнились, образовав поселение Ярмизино-Борисовское. Двумя годами позже - в 1926 г. хутор был переименован в Еремизино-Борисовский.

## Население
| 2002 | 2010  |
| ---- | ----- |
| 2167 | ↘1850 |